# Х-я самодеятельность
«Х-я самодеятельность» (в советских источниках — «Художественная самодеятельность») — четвёртый номерной студийный альбом рок-группы «Облачный край». Записан в Архангельске в ДК завода «Красная кузница» в 1983 году.

## Об альбоме
Альбом записывался на протяжении 1983 года в «классическом» составе: Олег Рауткин пел и исполнял партии ударных, Сергей Богаев играл на электрогитарах и басу, Николай Лысковский — на клавишных. Как обычно во время «архангельского» периода, запись проходила в ДК завода «Красная кузница». В советские годы альбом распространялся под названием «Художественная самодеятельность». Однако в источниках постсоветского периода и на обложках официальных изданий используется «провокационный» вариант названия — «Х-я самодеятельность».
Альбом имеет некоторые признаки концептуального, подобно «Сельхозроку». Например, треки плавно переходят один в другой без остановок, как на альбоме «Wish You Were Here» группы Pink Floyd (с которым Богаев и сравнивал свою работу). «Х-я самодеятельность» стала первым альбомом группы, который сразу стал распространяться с оригинальной обложкой, которую создал давний друг Богаева Алексей Булыгин, архангельский художник и музыкант группы «Аутодафе». Сюжет рисунка на обложке был навеян композицией «Пни (Ода бюрократу)».
Богаев оценивал данный альбом намного выше, чем предшествующую ему «Великую гармонию». Лидер коллектива называл его серьёзной работой и отмечал, что именно после «Самодеятельности» группа попала «на карандаш» к государственным органам.
Самиздатовский рок-журнал «Ухо» в конце 1983 года утверждал, что новые альбомы «провинциальных» групп «Облачный край» и «ДДТ» разрушили монополию Москвы и Ленинграда на качественный музыкальный андеграунд. В увидевшей свет ещё в 1987 году статье «Московского комсомольца», посвящённой «Облачному краю», «Художественная самодеятельность» описывается как хлёсткая сатира, принёсшая группе настоящую известность. Альбом назван наиболее известной работой коллектива и в материале белорусского молодёжного журнала «Парус», датированном 1988 годом. Александр Кушнир в книге «100 магнитоальбомов советского рока» называет композиции «Заздравная» и «Русская народная», присутствующие на альбоме, «классикой андеграундного тяжёлого рока». «Русская народная» в дальнейшем станет первой песней группы, перезаписанной для другого альбома («Свободы захотели?»).
В 2001 году «Отделение „Выход“» издало альбом на аудиокассетах, а «АнТроп» — на компакт-дисках (вместе с укороченной версией альбома «Вершина идиотизма»). В 2008 году состоялось переиздание в рамках архивного проекта «ДПНР».
На обложках некоторых версий издания название приводится с добавкой «Облачный край IV» либо «ОК IV».

## Список композиций
1. Члены коллекции (Я — меломан) (7:28)
2. Заздравная (7:18)
3. Русская народная (4:28)
4. Любовь к жизни (4:39)
5. Пни (Ода бюрократу) (7:27)
6. Финал (инструментал) (5:01)

Автор всех композиций — Сергей Богаев.
На переиздании 2008 года первый трек разбит на две части, первая из которых носит название «Intro»

## Участники записи
- Олег Рауткин — вокал, ударные
- Сергей Богаев — гитары, бас
- Николай Лысковский — клавишные[1]